# Конкурс имени королевы Елизаветы
Конкурс имени королевы Елизаветы — конкурс академических музыкантов, проводящийся в Брюсселе с 1937 г., «одно из самых крупных и престижных музыкальных состязаний мира». Назван в честь королевы Бельгии Елизаветы, патронировавшей его создание. Конкурс считается продолжением Конкурса имени Изаи, проводившегося в 1937—1938 годах.
Первоначально конкурс проводился по трём номинациям, среди скрипачей, пианистов и композиторов, по каждой номинации — раз в четыре года: в 1951 году состязались скрипачи, в 1952 году пианисты, в 1953 году композиторы, четвёртый сезон был свободен, а затем цикл начинался заново. В дальнейшем эта регулярность была несколько нарушена, а в 1988 году была добавлена четвёртая номинация — академический вокал. Особенностью исполнительских конкурсов является то, что в полуфинале и/или финале для исполнения всем конкурсантам предлагается произведение бельгийского композитора (часто — отобранное на общенациональном конкурсе композиторов).
Организатором и первым директором конкурса был директор Брюссельской филармонии Марсель Кювелье. После его смерти конкурс возглавляли Леон Йонген (1960), Марсель Поот (1961—1976 и 1978—1980), Жан Луэль (1977), Эжен Трей (1981—1995), Арье ван Лисебет (с 1996). 
В разные годы среди членов жюри были такие выдающиеся музыканты, как скрипачи Жак Тибо, Артюр Грюмьо, Давид Ойстрах, Филипп Хиршхорн, Иегуди Менухин, Айзек Стерн, Карл Флеш, Зино Франческатти, Йожеф Сигети, Генрик Шеринг, Иври Гитлис, Гидон Кремер, пианисты Робер Казадезюс, Артур Рубинштейн, Эмиль Гилельс, Карло Цекки, Игнац Фридман, Эмиль фон Зауэр, Анни Фишер, Пауль Бадура-Скода, Мицуко Утида, Яков Флиер, Яков Зак, Виктор Мержанов, Белла Давидович, Лазарь Берман, композиторы Франсис Пуленк, Надя Буланже, Альфред Уль, Франческо Малипьеро, Альберто Хинастера, Богуслав Мартину, Эдисон Денисов, Анри Дютийё, Эйноюхани Раутаваара, Ынсук Чин, Вацлав Кучера, певцы Ирина Архипова, Евгений Нестеренко, Элизабет Шварцкопф, Джоан Сазерленд, Тереса Берганса, Луиджи Альва. Финальными концертами конкурса дирижировали Франц Андре, Андре Клюитанс, Жорж Октор и др.
В фортепьянной и скрипичной номинациях Конкурс королевы Елизаветы был отмечен значительными успехами советской исполнительской школы. 

## Победители конкурса[2]
| 1951 | скрипка    | Леонид Коган (СССР)                                         |
| 1952 | фортепиано | Леон Флейшер (США)                                          |
| 1953 | композиция | Михал Списак (Польша)                                       |
| 1955 | скрипка    | Берл Сенофски (США)                                         |
| 1956 | фортепиано | Владимир Ашкенази (СССР)                                    |
| 1957 | композиция | Михал Списак (Польша) Орацио Фиуме (Италия)                 |
| 1959 | скрипка    | Хайме Ларедо (Боливия)                                      |
| 1960 | фортепиано | Малколм Фрейджер (США)                                      |
| 1961 | композиция | Альбер Дельво (Бельгия) Джорджо Камбисса (Италия)           |
| 1963 | скрипка    | Алексей Михлин (СССР)                                       |
| 1964 | фортепиано | Евгений Могилевский (СССР)                                  |
| 1965 | композиция | Рудольф Бруччи (Югославия) Вильгельм Георг Бергер (Румыния) |
| 1967 | скрипка    | Филипп Хиршхорн (СССР)                                      |
| 1968 | фортепиано | Екатерина Новицкая (СССР)                                   |
| 1969 | композиция | Николае Белою (Румыния) Рэй Люк (США)                       |
| 1971 | скрипка    | Мириам Фрид (Израиль)                                       |
| 1972 | фортепиано | Валерий Афанасьев (СССР) Светлана Навасардян (СССР)         |
| 1975 | фортепиано | Михаил Фаерман (СССР)                                       |
| 1976 | скрипка    | Михаил Безверхний (СССР)                                    |
| 1977 | композиция | Хироюки Фудзикаке (Япония) Акира Нисимура (Япония)          |
| 1978 | фортепиано | Абдель-Рахман Эль-Баха (Ливан)                              |
| 1980 | скрипка    | Юдзуко Хоригоме (Япония)                                    |
| 1982 | композиция | Джон Уикс (Великобритания)                                  |
| 1983 | фортепиано | Пьер Ален Волонда (Франция)                                 |
| 1985 | скрипка    | Ху Найюань (Тайвань)                                        |
| 1987 | фортепиано | Андрей Никольский (без гражданства)                         |
| 1988 | вокал      | Ага Виньска (Польша)                                        |
| 1989 | скрипка    | Вадим Репин (СССР)                                          |
| 1991 | композиция | Патрис Шаллюло (Франция)                                    |
| 1991 | фортепиано | Франк Брале (Франция)                                       |
| 1992 | вокал      | Тьерри Феликс (Франция)                                     |
| 1993 | композиция | Пит Свертс (Бельгия)                                        |
| 1993 | скрипка    | Яёи Тода (Япония)                                           |
| 1995 | композиция | Джон Уикс (Великобритания)                                  |
| 1995 | фортепиано | Маркус Грох (Германия)                                      |
| 1996 | вокал      | Стивен Солтерс (США)                                        |
| 1997 | композиция | Хендрик Хофмейр (ЮАР)                                       |
| 1997 | скрипка    | Николай Цнайдер (Дания)                                     |
| 1999 | композиция | Ульяс Пульккис (Финляндия)                                  |
| 1999 | фортепиано | Виталий Самошко (Украина)                                   |
| 2000 | вокал      | Мари Николь Лемьё (Канада)                                  |
| 2001 | композиция | Сёрен Нильс Айхберг (Дания—Германия)                        |
| 2001 | скрипка    | Байба Скриде (Латвия)                                       |
| 2002 | композиция | Йен Монро (Австралия)                                       |
| 2003 | фортепиано | Северин фон Экардштайн (Германия)                           |
| 2004 | вокал      | Ивона Соботка (Польша)                                      |
| 2004 | композиция | Хавьер Торрес Мальдонадо (Мексика)                          |
| 2005 | скрипка    | Сергей Хачатрян (Армения)                                   |
| 2006 | композиция | Мигель Гальвес Тарончер (Испания)                           |
| 2007 | фортепиано | Анна Винницкая (Россия)                                     |
| 2008 | вокал      | Сабольч Брикнер (Венгрия)                                   |
| 2009 | скрипка    | Рэй Чен (Австралия)                                         |
| 2009 | композиция | Чо Ын Хва (Южная Корея)                                     |
| 2010 | фортепиано | Денис Кожухин (Россия)                                      |
| 2011 | вокал      | Хон Херан (Южная Корея)                                     |
| 2012 | скрипка    | Андрей Баранов (Россия)                                     |
| 2013 | фортепиано | Борис Гильтбург (Израиль)                                   |
| 2014 | вокал      | Суми Хванг (Южная Корея)                                    |
| 2015 | скрипка    | Лим Джиён (Южная Корея)                                     |
| 2016 | фортепиано | Лукаш Вондрачек (Чехия)                                     |
| 2017 | виолончель | Виктор Жюльен-Лаферьер (Франция)                            |
| 2018 | вокал      | Самуэль Хассельхорн (Германия)                              |
| 2019 | скрипка    | Стелла Чен (США)                                            |
| 2020 | перенесён  |                                                             |
| 2021 | фортепиано | Жонатан Фурнель (Франция)                                   |
| 2022 | виолончель | Чхве Хаён (Южная Корея)                                     |
| 2023 | вокал      | Ким Тэхан (Южная Корея)                                     |
| 2024 | скрипка    | Дмитрий Удовиченко (Украина)                                |